# Musée Dar Cheraït
Le musée Dar Cheraït (arabe : متحف دار شريط) est un musée tunisien situé à Tozeur, plus précisément à quelques centaines de mètres de la palmeraie de la ville, aux portes du désert du Sahara.

## Histoire
Premier musée privé de Tunisie, il est fondé en 1990 par Abderrazak Cheraït, maire de Tozeur, qui est l'initiateur de plusieurs projets culturels pour la mise en valeur du patrimoine tunisien.
Le musée ferme en janvier 2011, dans le contexte de la révolution tunisienne, même si des problèmes financiers étaient apparus précédemment, l'endettement du groupe touristique ayant atteint vingt millions de dinars,.
Il rouvre ses portes le 15 décembre 2014.

## Collection
Dans une réplique d'une demeure bourgeoise du nord du pays, une dizaine de salles mettent en scène la vie traditionnelle, à l'aide de mannequins en costumes traditionnels, dans des décors décrivant la cérémonie du mariage et l'éducation au kouttab (école élémentaire coranique) ou présentant le hammam ou la cuisine tunisienne.

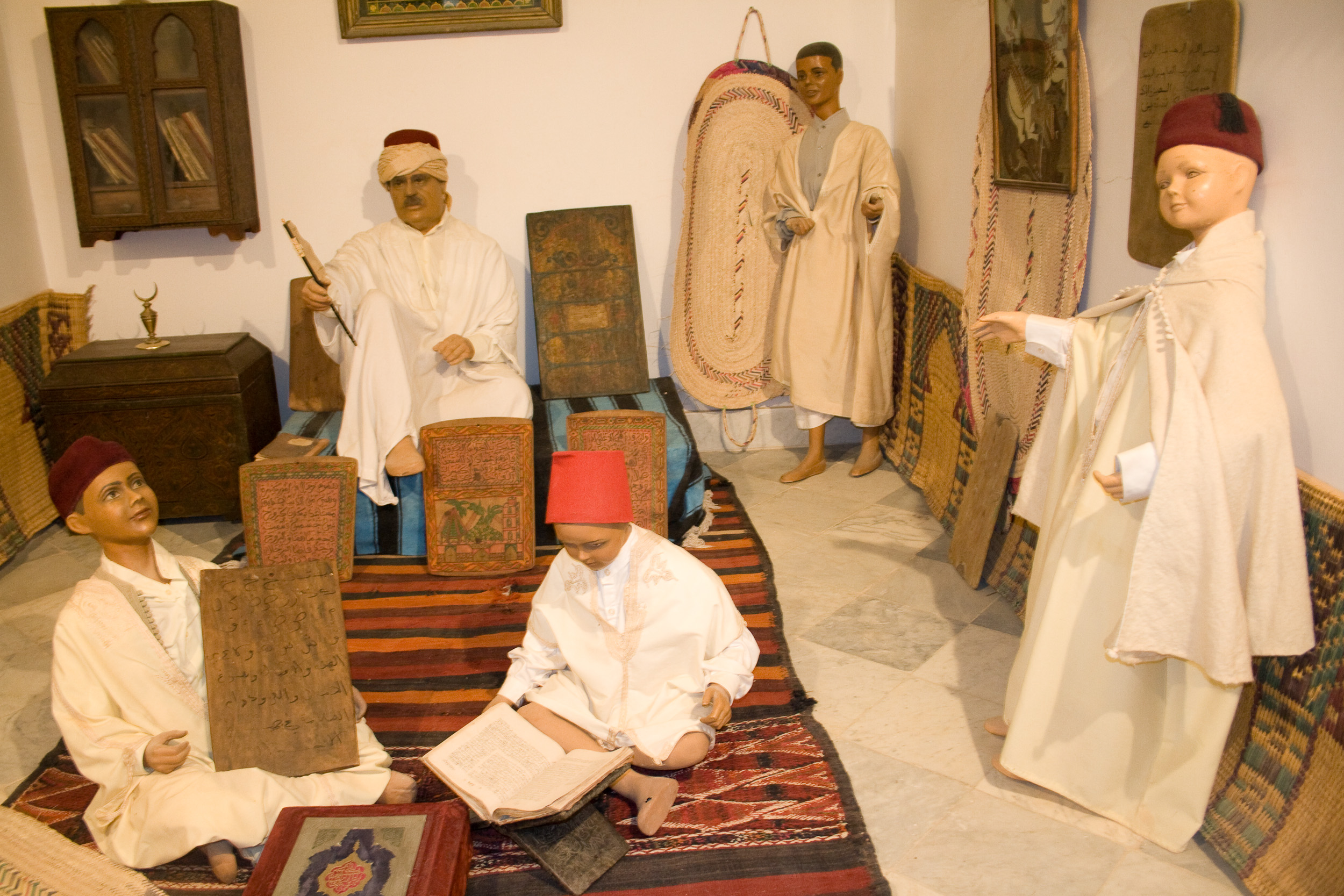
Représentation du kouttab.
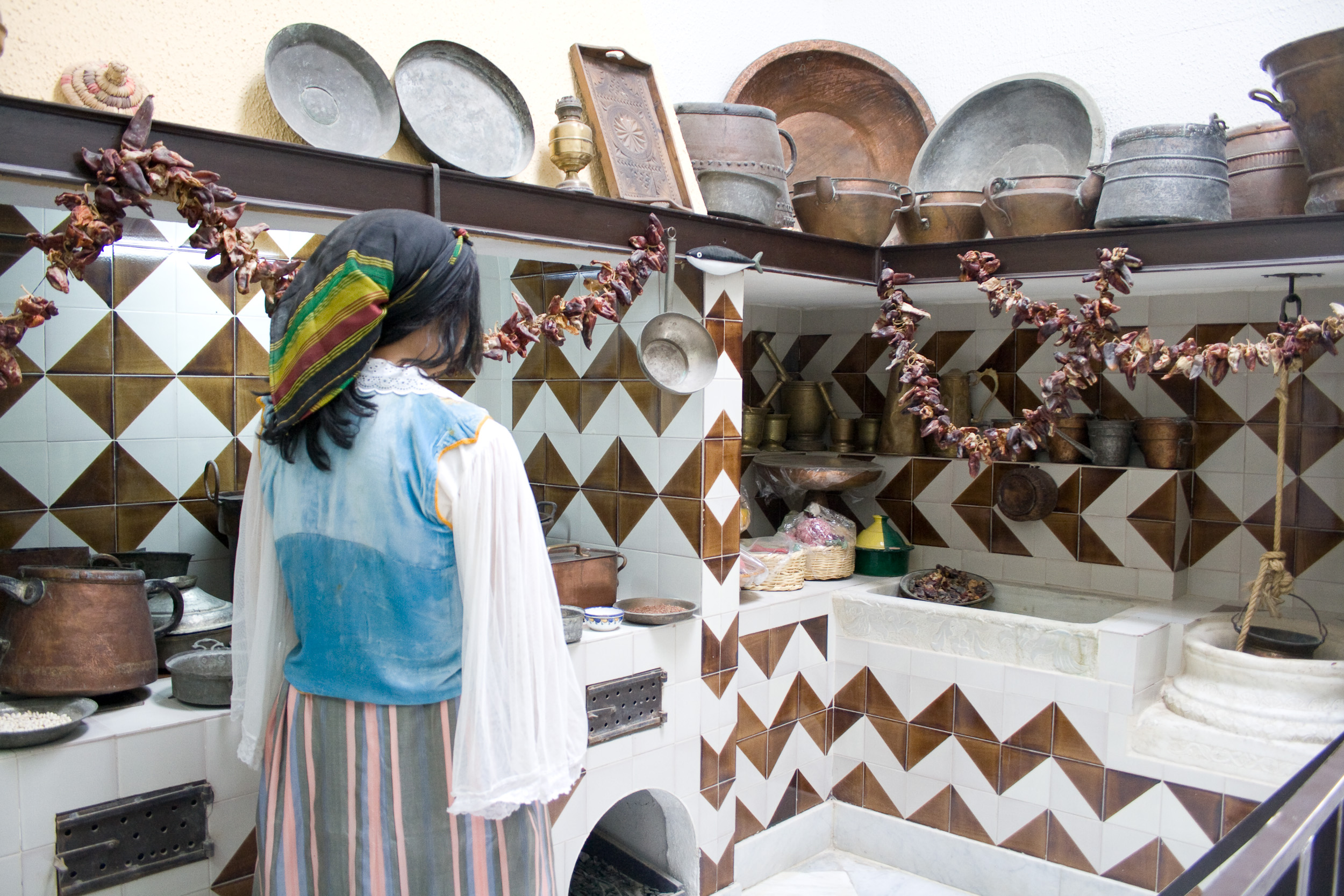
Représentation de la cuisine.
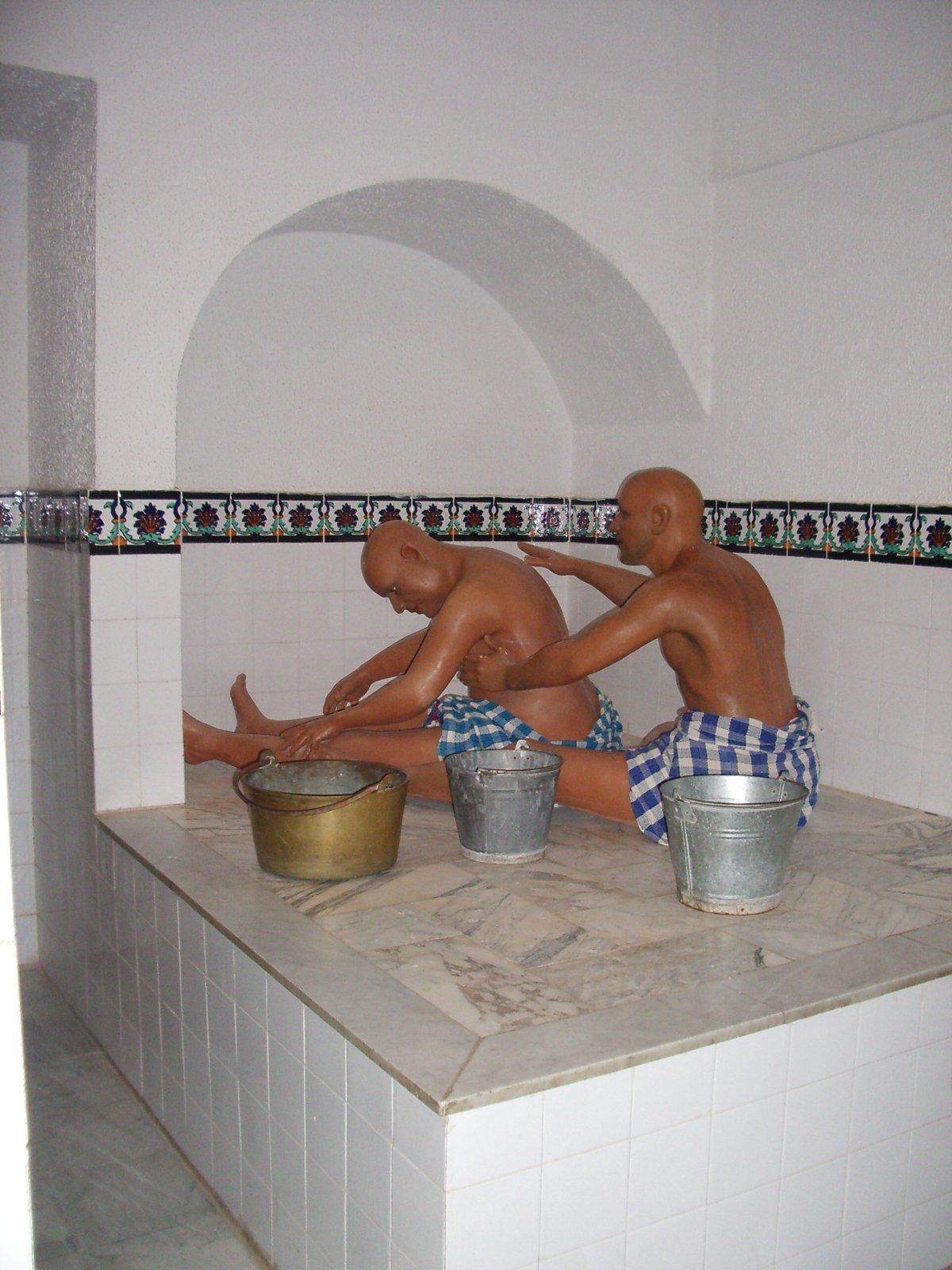
Représentation du hammam.
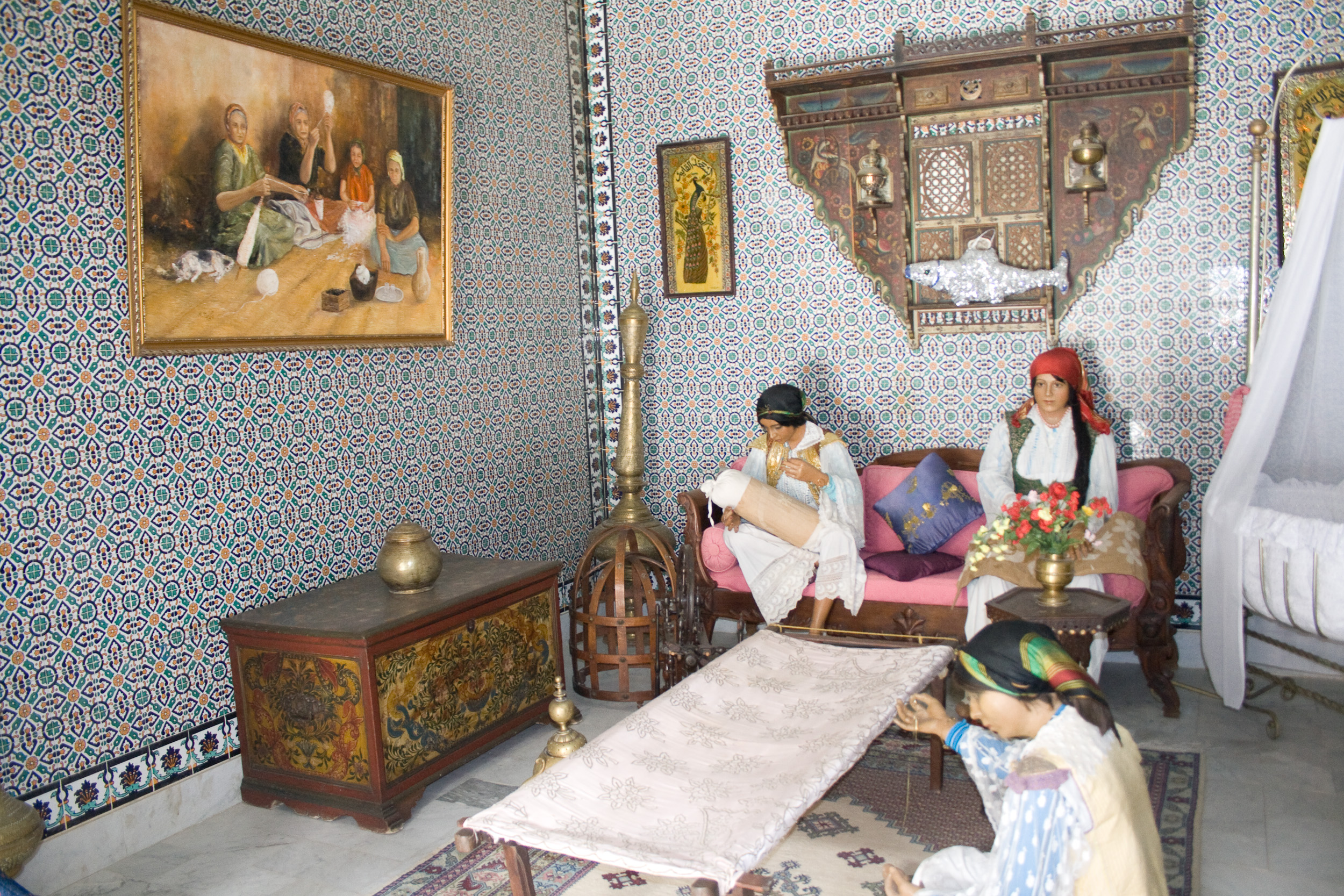
Activitiés quotidiennes de femmes.

Le musée comporte également une salle abritant une collection de bijoux traditionnels et de poteries et une salle exposant des peintures contemporaines avec un hommage rendu au poète Abou el Kacem Chebbi.

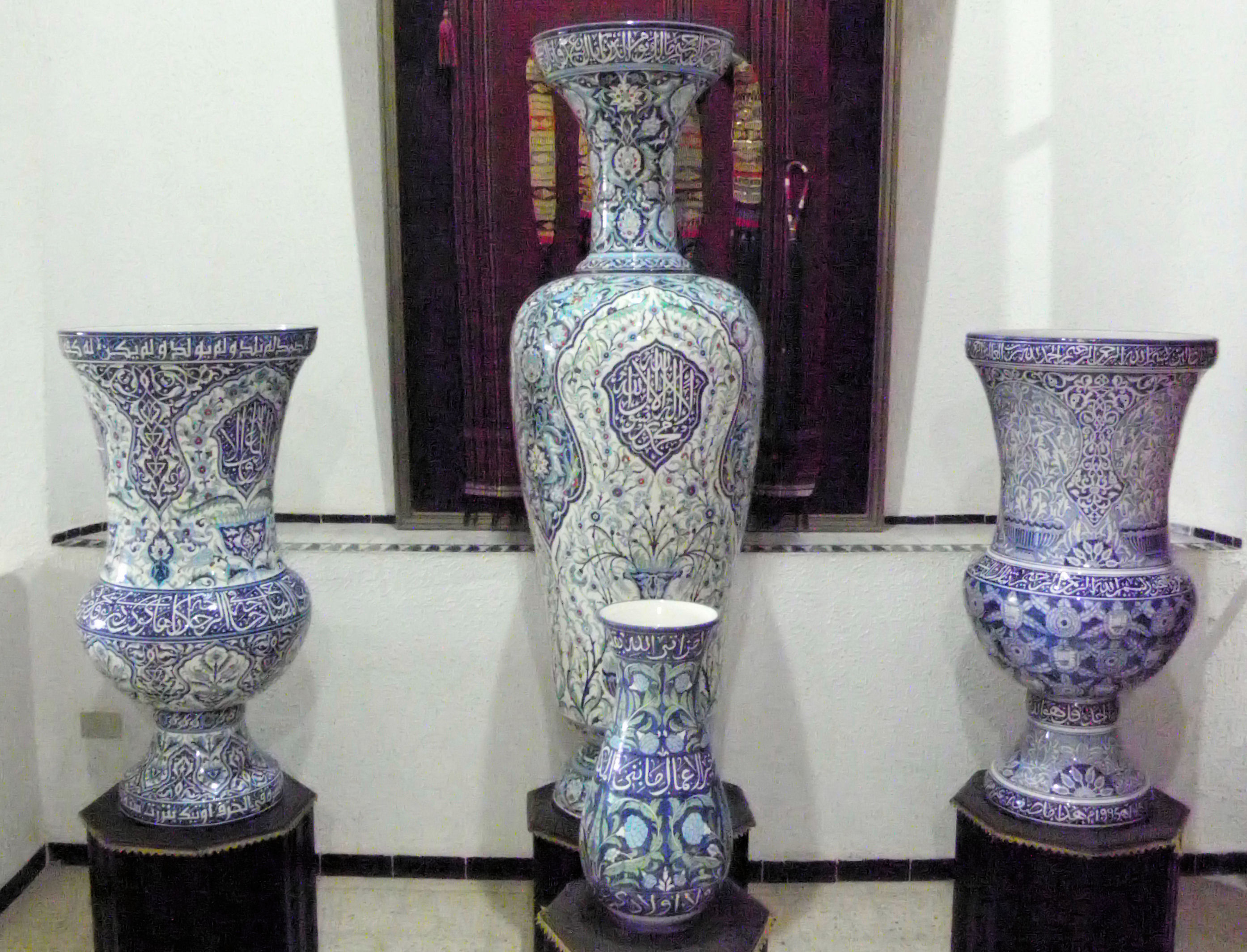
Série de vases.
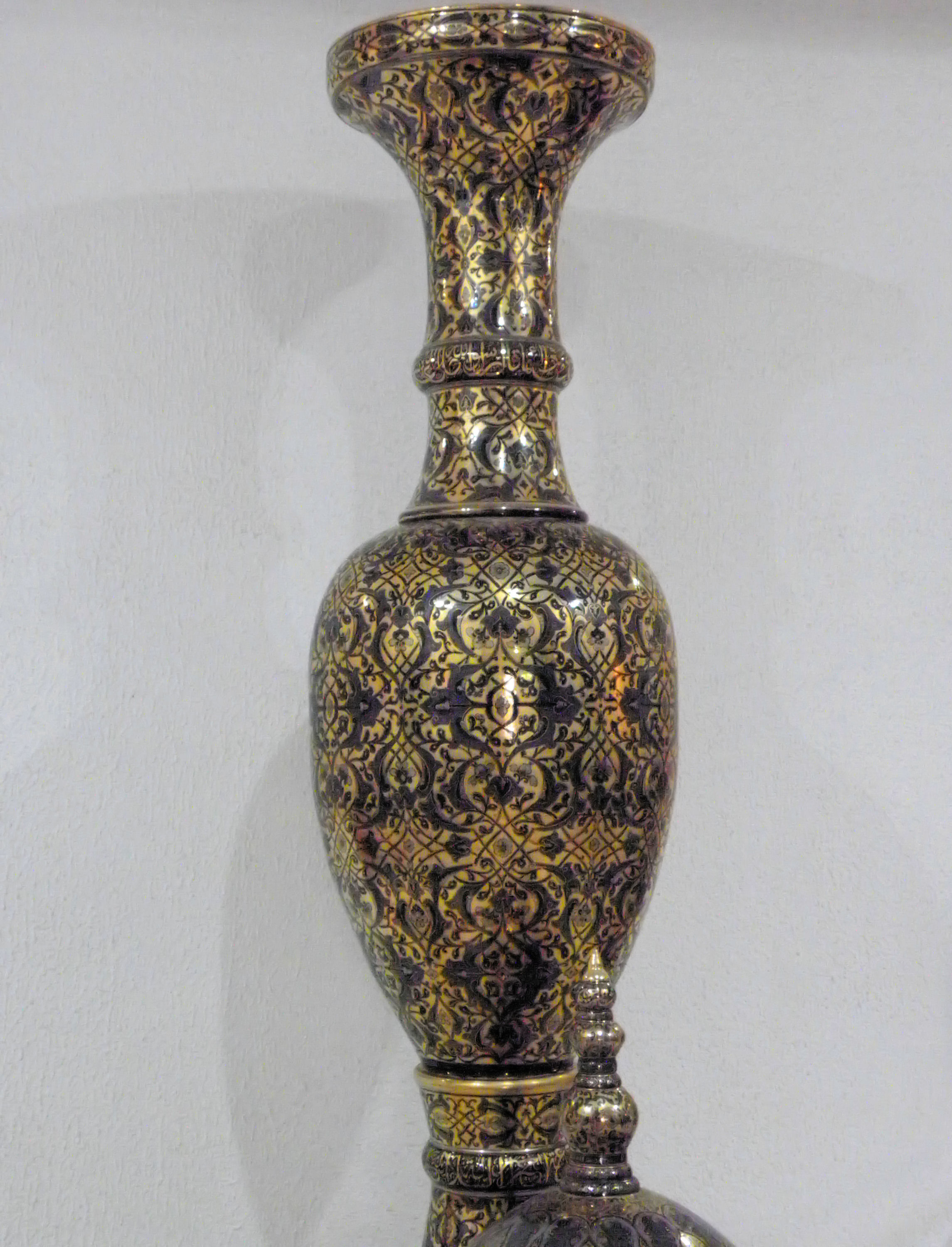
Jarre.
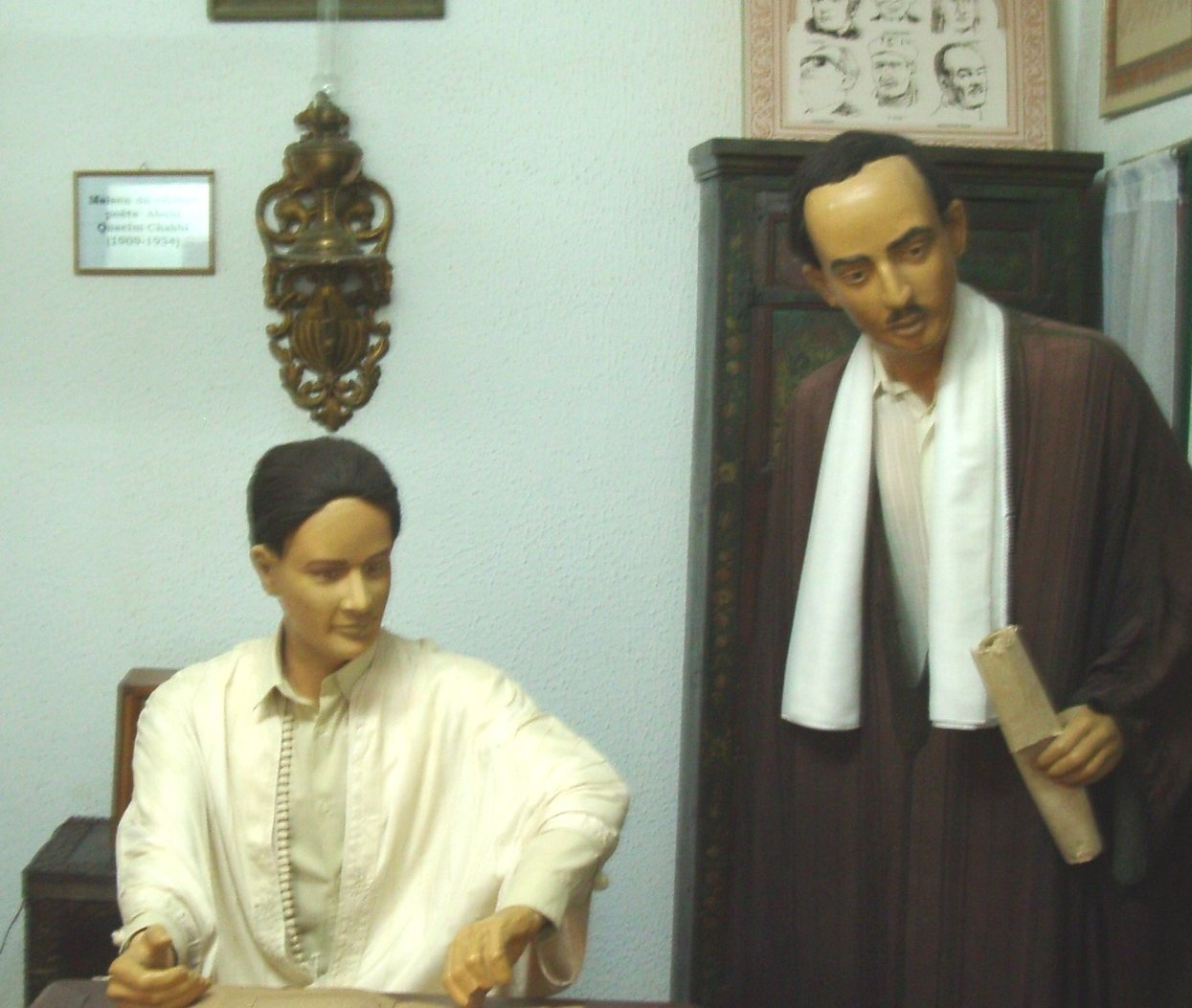
Statues d'Abou el Kacem Chebbi et Mustapha Khraïef.